# Martino de Majo
Martino De Majo (Tramonti, ... – Tramonti, 18 novembre 1507) è stato un vescovo cattolico italiano.

## Biografia
Nacque a Tramonti da nobile famiglia, svolse qui il presbiterato divenendo arciprete. Fu nominato vescovo di Bisaccia l'8 aprile 1463 e poi di Bisceglie il 24 agosto 1487. Morì a Tramonti il 18 novembre 1507, dopo aver rinunciato alla sede di Bisceglie. È sepolto in un sepolcro di marmo nella chiesa del convento di San Francesco di Tramonti.